# Roger Le Breton
Roger Le Breton (* 29. Januar 1914 in Paris; † 1997) war ein französischer Rechtsmediziner.

## Leben
Le Breton promovierte Ende der 1930er Jahre in Frankreich. Danach war er Direktor des toxikologischen Labors der Pariser Polizeipräfektur.
Während der Affäre Jaccoud stand er an der Seite von Pierre Jaccoud; er kritisierte die Blutuntersuchungen von Erik Undritz, unter anderem anhand eines Coombs-Testes, heftig, aber vergebens. Zur Undritz-Methode sagte er:
"Dürfen Sie Ihr Urteil auf ein derartiges Verfahren aufbauen, das, selbst wenn es richtig sein sollte, zuerst noch lange erprobt werden müsste, bevor man damit einen Menschen verdammt...?".
Le Breton war auch in der Affäre Robert Boulin sowie an der Affäre von Poitiers (1984 bis 1988) als Expert national honoraire beteiligt. Er war bis in die 1990er Jahre als Rechtsmediziner tätig.

## Veröffentlichungen
- mit Juliette Garat: Interdit de se tromper: Quarante ans d'expertises médico-légales. Über die Fälle Robert Boulin, Pierre Jaccoud, Marie Besnard usw. Plon, Paris 1993, ISBN 978-2-259-02648-2.
- Le Procès de Liège par Madeleine Jacob. Suivi de: le sort des enfants anormaux par le Professeur René Heller; le contrôle des médicaments par le Dr. Roger Le Breton; témoignage par Claude Baignères. Éditions Les Yeux ouverts, imprimerie Riccobono, Draguignan 1963.
- Le pouvoir antiprotéolytique du sérum sanguin chez la femme. Declume, Lons-Le-Saunier 1946 und The Journal of the American Medical Association. 136, 11, 1948, S. 805–806. (Für diesen Forschungsbericht machte Le Breton 416 Beobachtungen bei 314 Frauen, von denen 168 schwanger waren.)